# Centre de gestion agréé (France)
Pour les articles homonymes, voir centre de gestion et CGA.
Les Centres de gestion agréés (CGA) ont été créés par la loi d'orientation du commerce et de l'artisanat du 27 décembre 1973, dite « Loi Royer » et par la loi de finances du 24 décembre 1974.
Ce sont des structures associatives de proximité dont la vocation première est d'apporter une assistance à la gestion et une sécurité fiscale à leurs membres adhérents. Ils sont fondés soit par des personnes physiques ou morales inscrites à l’Ordre des experts-comptables, soit par des chambres consulaires, soit par des organisations professionnelles.
Leur objet est d'apporter une assistance en matière de gestion, notamment dans le domaine de l'assistance technique et de la formation à toute personne physique ou morale ayant la qualité d'industriel, de commerçant, d'artisan ou d'agriculteur qui aura adhéré.
Outre la prévention fiscale, depuis 2006, ils exercent une mission de prévention des difficultés économiques des très petites entreprises qui sont adhérentes.
Plusieurs modifications législatives récentes ont sensiblement fait évoluer le champ d'action de leurs activités d'assistance à la gestion et les avantages fiscaux dont peuvent bénéficier leurs adhérents :
- La loi de Finances pour 2006 a maintenu le différentiel d'imposition entre adhérents et non adhérents de CGA, l'abattement de 20 % appliqué précédemment ayant été intégré au barème de l'impôt et remplacé par la non majoration de 1,25 de la base d'imposition.
- La loi de Finances pour 2009 a supprimé l'obligation d'avoir un expert-comptable pour adhérer à un CGA tout en instaurant la possibilité pour les cabinets d'expertise comptable, qui ont passé convention avec l'Administration fiscale, de faire accéder leurs clients à certains avantages réservés aux adhérents de CGA.
- La loi de Finances pour 2010 a permis aux adhérents des centres de gestion de bénéficier d'une réduction du délai de reprise de l'Administration de trois ans à deux ans dès lors que le CGA a effectué un compte rendu de mission sur les documents fiscaux qui lui ont été transmis.
- La loi de Finances pour 2015  (article 80 de la loi no 2014-1654 du 29 décembre 2014) a supprimé cet avantage pour les adhérents de CGA. Le droit commun en matière de prescription (article  L. 169 code général des impôts et L. 176 du livre des procédures fiscales) s'applique désormais.